# تشيرياكو دي ميتا
لويجي تشيرياكو دي ميتا (2 فبراير 1928 - 26 مايو 2022)، هو سياسي إيطالي شغل منصب رئيس الوزراء السابع والأربعين لإيطاليا من عام 1988 إلى عام 1989 وعضوًا في البرلمان الأوروبي من 2009 إلى 2013.
يُعتبر دي ميتا أحد القادة التاريخيين للحزب الديمقراطي المسيحي سابقا. تم انتخاب دي ميتا لأول مرة لمجلس النواب الإيطالي في عام 1963، ويعتبر من أبرز قادة ما يسمى بالجمهورية الأولى في إيطاليا (1948-1994).